# إدوارد هوارد (كاهن كاثوليكي)
إدوارد هوارد (بالإنجليزية: Edward Howard)‏ هو كاهن كاثوليكي أمريكي، ولد في 5 نوفمبر 1877 في كريسكو في الولايات المتحدة، وتوفي في 2 يناير 1983 في بيفيرتون في الولايات المتحدة.